# RideLondon-Surrey Classic
RideLondon-Surrey Classic – kolarski wyścig jednodniowy, który odbywa się co roku w Wielkiej Brytanii. Trasa wyścigu zaczyna się i kończy w Londynie. 
Impreza początkowo należała do cyklu UCI Europe Tour. Po raz pierwszy odbyła się w 2011, jako próba przedolimpijska przed Letnimi Igrzyskami Olimpijskimi 2012, otrzymując wówczas kategorię 1.2. W 2012, ze względu na igrzyska, wyścigu nie zorganizowano. W 2013 odbył się on w ramach UCI Europe Tour z kategorią 1.1, a w latach 2014–2016 posiadał kategorię 1.HC. W 2017 został włączony do cyklu UCI World Tour.

## Zwycięzcy
Opracowano na podstawie:
| Rok  | Pierwsze            | Drugie              | Trzecie            |          |
| ---- | ------------------- | ------------------- | ------------------ | -------- |
| 2011 | Mark Cavendish      | Sacha Modolo        | Samuel Dumoulin    |          |
| 2013 | Arnaud Démare       | Sacha Modolo        | Yannick Martinez   |          |
| 2014 | Adam Blythe         | Ben Swift           | Julian Alaphilippe |          |
| 2015 | Jean-Pierre Drucker | Mike Teunissen      | Ben Swift          |          |
| 2016 | Tom Boonen          | Mark Renshaw        | Michael Matthews   |          |
| 2017 | Alexander Kristoff  | Magnus Cort Nielsen | Michael Matthews   |          |
| 2018 | Pascal Ackermann    | Elia Viviani        | Giacomo Nizzolo    |          |
| 2019 | Elia Viviani        | Sam Bennett         | Michael Mørkøv     |          |
| 2020 | odwołany            | odwołany            | odwołany           | odwołany |